# Ippolito Aldobrandini (camerlengo)
Ippolito Aldobrandini il Giovane (Roma, 30 settembre 1592 – Roma, 19 luglio 1638) è stato un cardinale italiano.

## Biografia
Pronipote di papa Clemente VIII (Ippolito Aldobrandini senior), era figlio di Gianfrancesco Aldobrandini, principe di Rossano, e di Olimpia di Pietro. La sua famiglia vantava già numerosi membri nel collegio cardinalizio: Ippolito era pronipote di Giovanni Aldobrandini (1570), nipote di Pietro Aldobrandini (1593) e Cinzio Passeri Aldobrandini (1593) e fratello di Silvestro Aldobrandini (1603).
Venne creato cardinale diacono nel concistoro del 19 aprile 1621 da papa Gregorio XV, e ricevette la diaconia di Santa Maria Nuova. L'8 dicembre 1621 venne ordinato presbitero dal cardinale Ottavio Bandini, cardinale vescovo di Palestrina. Abate commendatario di Sant'Angelo di Procida e di Santa Maria della Gironda, fu cardinale camerlengo di Santa Romana Chiesa dal 1623 alla morte.
Morì nella sua residenza romana nel 1638: le esequie vennero celebrate nella Basilica dei Santi XII Apostoli e quindi la salma fu trasferita nella cappella di famiglia nella Basilica di Santa Maria sopra Minerva.

## Ascendenza
|                                                                  |                        |                      | Genitori         |  |  | Nonni |  |  | Bisnonni            |  |  | Trisnonni            |  |
|                                                                  |                        |                      |                  |  |  |       |  |  | Jacopo Aldobrandini |  |  | Giorgio Aldobrandini |  |
|                                                                  |                        |                      |                  |  |  |       |  |  | Jacopo Aldobrandini |  |  | Giorgio Aldobrandini |  |
|                                                                  |                        | Benedetta Bindi      |                  |  |  |       |  |  | Jacopo Aldobrandini |  |  |                      |  |
| Giorgio Aldobrandini                                             |                        |                      |                  |  |  |       |  |  | Jacopo Aldobrandini |  |  |                      |  |
|                                                                  |                        | Bartolomea Ambrogi   | Giovanni Ambrogi |  |  |       |  |  |                     |  |  |                      |  |
|                                                                  |                        | Bartolomea Ambrogi   | Giovanni Ambrogi |  |  |       |  |  |                     |  |  |                      |  |
|                                                                  |                        | Bartolomea Ambrogi   | …                |  |  |       |  |  |                     |  |  |                      |  |
| Giovanni Francesco Aldobrandini, I principe di Meldola e Sarsina |                        | Bartolomea Ambrogi   |                  |  |  |       |  |  |                     |  |  |                      |  |
|                                                                  |                        | Donato dal Corno     | …                |  |  |       |  |  |                     |  |  |                      |  |
|                                                                  |                        | Donato dal Corno     | …                |  |  |       |  |  |                     |  |  |                      |  |
|                                                                  |                        | Donato dal Corno     | …                |  |  |       |  |  |                     |  |  |                      |  |
| Margherita dal Corno                                             |                        | Donato dal Corno     |                  |  |  |       |  |  |                     |  |  |                      |  |
|                                                                  |                        | …                    | …                |  |  |       |  |  |                     |  |  |                      |  |
|                                                                  |                        | …                    | …                |  |  |       |  |  |                     |  |  |                      |  |
|                                                                  |                        | …                    | …                |  |  |       |  |  |                     |  |  |                      |  |
| Ippolito Aldobrandini                                            |                        | …                    |                  |  |  |       |  |  |                     |  |  |                      |  |
|                                                                  | Silvestro Aldobrandini | Pietro Aldobrandini  |                  |  |  |       |  |  |                     |  |  |                      |  |
|                                                                  | Silvestro Aldobrandini | Pietro Aldobrandini  |                  |  |  |       |  |  |                     |  |  |                      |  |
|                                                                  | Silvestro Aldobrandini | Lisa Bagliano Flatri |                  |  |  |       |  |  |                     |  |  |                      |  |
| Pietro Aldobrandini                                              | Silvestro Aldobrandini |                      |                  |  |  |       |  |  |                     |  |  |                      |  |
|                                                                  |                        | Lisa Deti            | Guido Deti       |  |  |       |  |  |                     |  |  |                      |  |
|                                                                  |                        | Lisa Deti            | Guido Deti       |  |  |       |  |  |                     |  |  |                      |  |
|                                                                  |                        | Lisa Deti            | …                |  |  |       |  |  |                     |  |  |                      |  |
| Olimpia Aldobrandini                                             |                        | Lisa Deti            |                  |  |  |       |  |  |                     |  |  |                      |  |
|                                                                  |                        | …                    | …                |  |  |       |  |  |                     |  |  |                      |  |
|                                                                  |                        | …                    | …                |  |  |       |  |  |                     |  |  |                      |  |
|                                                                  |                        | …                    | …                |  |  |       |  |  |                     |  |  |                      |  |
| Flaminia Ferracci                                                |                        | …                    |                  |  |  |       |  |  |                     |  |  |                      |  |
|                                                                  |                        | …                    | …                |  |  |       |  |  |                     |  |  |                      |  |
|                                                                  |                        | …                    | …                |  |  |       |  |  |                     |  |  |                      |  |
|                                                                  |                        | …                    | …                |  |  |       |  |  |                     |  |  |                      |  |
|                                                                  |                        | …                    |                  |  |  |       |  |  |                     |  |  |                      |  |